# Долинка (Запорожская область)
Доли́нка (укр. Долинка) — село,
Долинский сельский совет,
Гуляйпольский район,
Запорожская область,
Украина.
Код КОАТУУ — 2321882001. Население по переписи 2001 года составляло 532 человека.
Является административным центром Долинского сельского совета, в который, кроме того, входят сёла
Бабаши,
Копани и
Ровное.

## Географическое положение
Село Долинка находится на одном из истоков реки Верхняя Терса,
на расстоянии в 1 км от села Копани и в 1,5 км от села Ровное.

## История
- 1921 год — дата основания.

## Экономика
- «Долинка», ООО.

## Объекты социальной сферы
- Школа.
- Детский сад.
- Дом культуры.
- Фельдшерско-акушерский пункт.

## Достопримечательности
- Братская могила советских воинов.